# Abbazia di Prüm
L'abbazia di Prüm, in tedesco Abtei Prüm, è un'abbazia benedettina situata a Prüm, sull'altipiano dello Eifel, nel Land della Renania-Palatinato, in Germania.
Compresa nella diocesi di Treviri, fondata da Bertrada, e da suo figlio Cariberto, conte di Laon, il 23 giugno 720. Il primo abate fu Angloardo.

## Storia

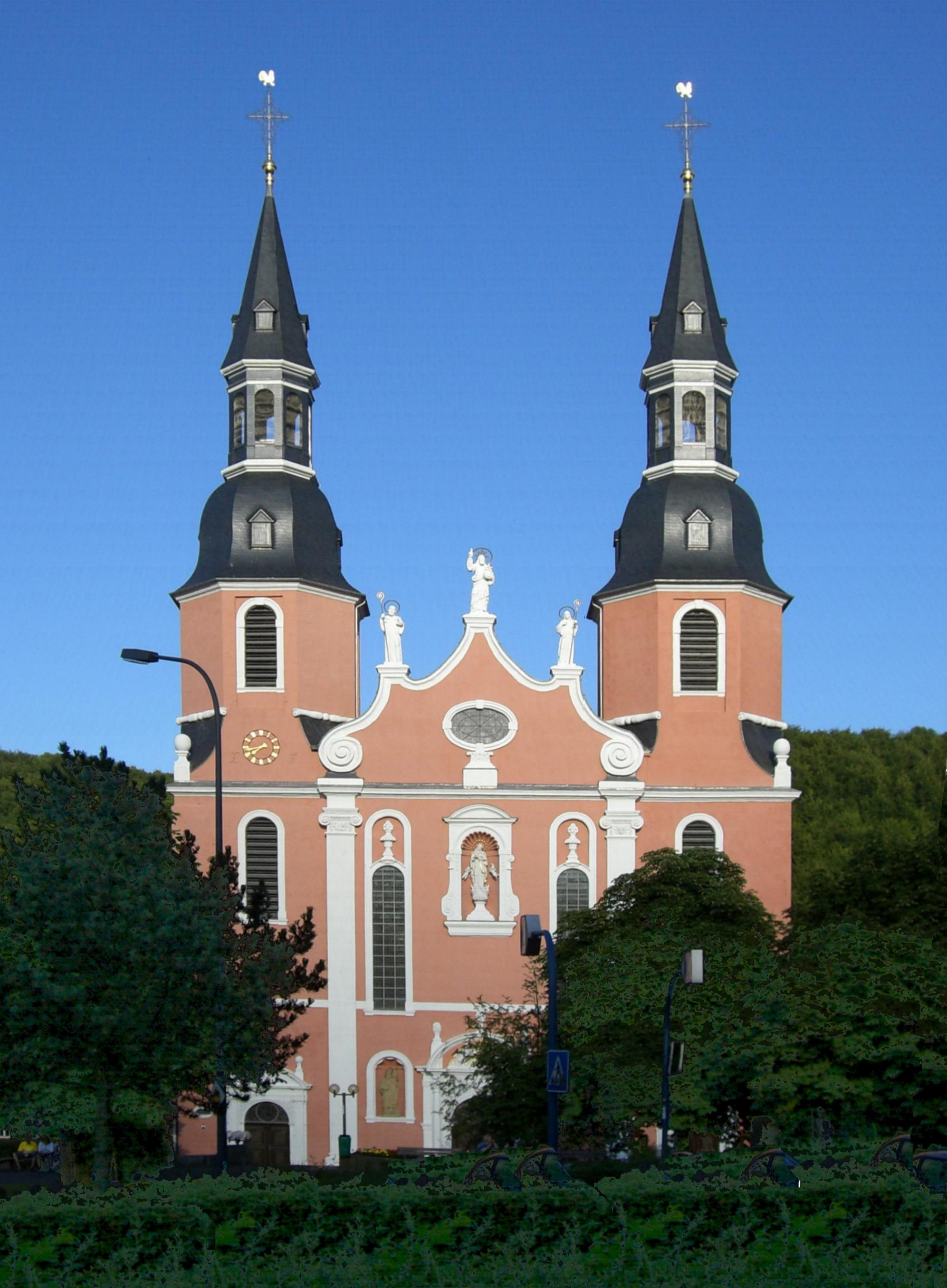
La facciata della chiesa abbaziale dopo i restauri del XVIII secolo.

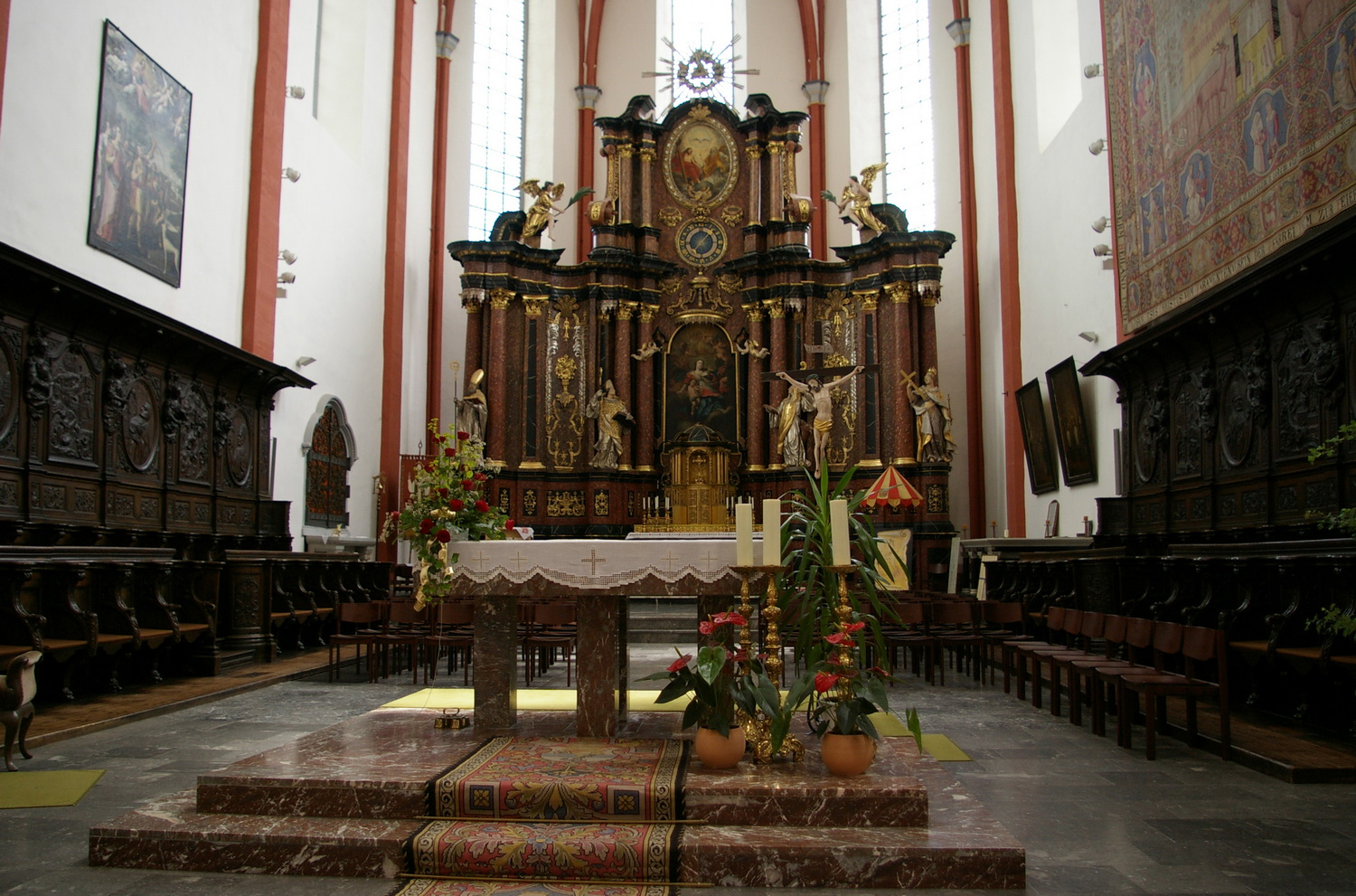
Il coro barocco della chiesa abbaziale.

### Dalla nascita dell'abbazia al XIII secolo
La pronipote di Bertrada fu Bertrada di Laon, moglie del re di Francia Pipino il Breve (751-68). Prüm divenne il monastero favorito dei Carolingi, dai quali ricevette copiose donazioni e privilegi. Pipino ricostruì il monastero e gli conferì numerosi privilegi con decreto reale del 13 agosto 762. Il re invitò i monaci di Meaux sotto la guida dell'abate Assuero a recarsi al monastero.
La chiesa, dedicata al Salvatore, non venne completata sino al regno di Carlo Magno, e venne consacrata il 26 luglio 799 da papa Leone III. Carlo Magno e i successivi imperatori furono patroni liberali dell'abbazia. Molti membri della famiglia dei Carolingi entrarono nella vita religiosa di Prüm; tra questi si ricorda Lotario I, che divenne monaco nell'855. La sua tomba venne scoperta nel 1860 e nel 1874 l'imperatore Guglielmo I vi fece erigere un monumento sopra la lapide.
Verso la fine del secolo VIII l'abate Assuero provvide con molta energia alla costruzione di una nuova chiesa, dedicata a san Goar, che venne consacrata nel 781.
Tra l'882 e l'892 il monastero venne saccheggiato e danneggiato dai Normanni, ma venne presto restaurato. I possedimenti terrieri d'amministrazione dell'abbazia divennero tali che essa assunse le caratteristiche di un Principato Ecclesiastico.
Il poeta e teologo tedesco Vandalberto di Prüm fu monaco nell'abbazia.
Tra l'XI e il XII secolo, nel convento dell'abbazia si contavano quasi trecento monaci. Il periodo di maggior prosperità dell'abbazia fu senza dubbio il XIII secolo. I monaci erano energici coltivatori delle terre circostanti. Nell'836 circa l'Abate Marquardo fondò un nuovo monastero a Münstereifel. Nel 1017 l'Abade Uraldo fondò a Prüm una collegiata per accogliere dodici sacerdoti officianti. Nel 1190 l'Abate Gerardo fondò una casa religiosa per dame e nobildonne a Niederprüm. L'opera del monastero si occupava principalmente dei poveri e dei bisognosi, contribuendo ad ogni modo a diffondere la cultura. Tra coloro che frequentarono la scuola del monastero si ricorda Ado, poi Arcivescovo di Vienne (860-875). Un altro notabile, Wandelberto (813-870), fu un valente poeta. L'Abate Regino di Prüm (893-899) si distinse come storico, studioso di codici e legislatore religioso.

### Dopo il XIII secolo
Tra il XIII ed il XIV secolo, il monastero conobbe la propria decadenza, in parte dovuta all'oppressione dei suoi amministratori terrieri, ma soprattutto per decadenza dall'interno. Si giunse al punto che i monaci si dividevano le entrate del monastero tra di loro e nessuno faceva vita comune.
Successivamente l'Arcivescovo di Treviri tentò di incorporare l'abbazia nella diocesi. Nel 1376 l'imperatore Carlo IV diede il proprio consenso a realizzare questa operazione, come del resto lo diede anche papa Bonifacio IX nel 1379, ma il consenso papale venne revocato nel 1398. Papa Sisto IV nel 1473 circa, garantì nuovamente l'accorpamento dell'abbazia all'arcivescovato di Treviri, ma gli abati si rifiutarono di sottomettersi sino al 1511, ingaggiando una lunga guerra con l'arcivescovo. Infine, quando l'abbazia si trovava quasi in rovina, papa Gregorio XIII ordinò un decreto d'incorporazione, datato 24 agosto 1574, che entrò in applicazione dal 1576 dopo la morte dell'abate Christopher von Manderscheid.
Dopo questi fatti, gli arcivescovi di Treviri divennero amministratori perpetui dell'abbazia. Successivamente il monaco Edmond Martène accolse benevolmente Ursino Durand, che visitò il monastero nel 1718, nel corso del suo tour culturale-religioso che comprendeva tutti i monasteri della Germania. Prüm mostrò la propria migliore immagine, lo studio riprese e i monaci riuscirono a tener testa alla stessa Treviri nel corso del XVIII secolo.
Nel 1801 Prüm passò alla Francia, venne secolarizzata e i suoi terreni vennero venduti; Napoleone donò la struttura del monastero alla città. Nel 1815 Prüm passò tra i possedimenti del Regno di Prussia e nel corso degli eventi divenne parte della moderna Germania, compresa nello Stato della Renania-Palatinato.
La chiesa del monastero, ricostruita nel 1721 dall'Elettore Luigi, è attualmente una chiesa parrocchiale. Le parti del monastero sopravvissute accolgono oggi il liceo Regino-Gymnasium che prende il nome dall'Abate Regino di Prüm.

### Le reliquie dell'abbazia
L'abbazia Prüm contiene alcune reliquie considerate di notevole importanza dalla Chiesa cattolica. La più famosa di esse è costituita dai sandali di Cristo. Essi vennero donati da Pipino nel 762. Il Re, a sua volta, dice in un documento di averli ricevuti da Roma, in dono da papa Zaccaria o da papa Stefano II.

## Abati di Prüm
- Angloardo 720-762
- Assuero 762-804
- Tancredi 804-829
- Marcovardo di Buglione 829-853
- Eigil 853-860
- Ansbaldo di Prüm 860-886
- Faraberto I 886-892
- Regino di Prüm 892-899
- Riccardo di Hennegau 899-921
- Ruotfrido 921-935
- Faraberto II di San Paolo 935-947
- Ingelram di Limburg 947-976
- Eberardo di Salm 976-986
- Childerico 986-993
- Stefano di Saffenberg 993-1001
- Udo di Namur 1001-1003
- Immo di Sponheim 1003-1006
- Uroldo di Thaun (Daun) 1006-1018
- Hilderado di Borgogna 1018-1026
- Roberto di Arberg 1026-1068
- Rizo da Jülich 1068-1077
- Wolfram di Bettingen 1077-1103
- Poppo di Beaumont 1103-1119
- Lantfrido d'Assia 1119-1131
- Adalberone 1131-1136

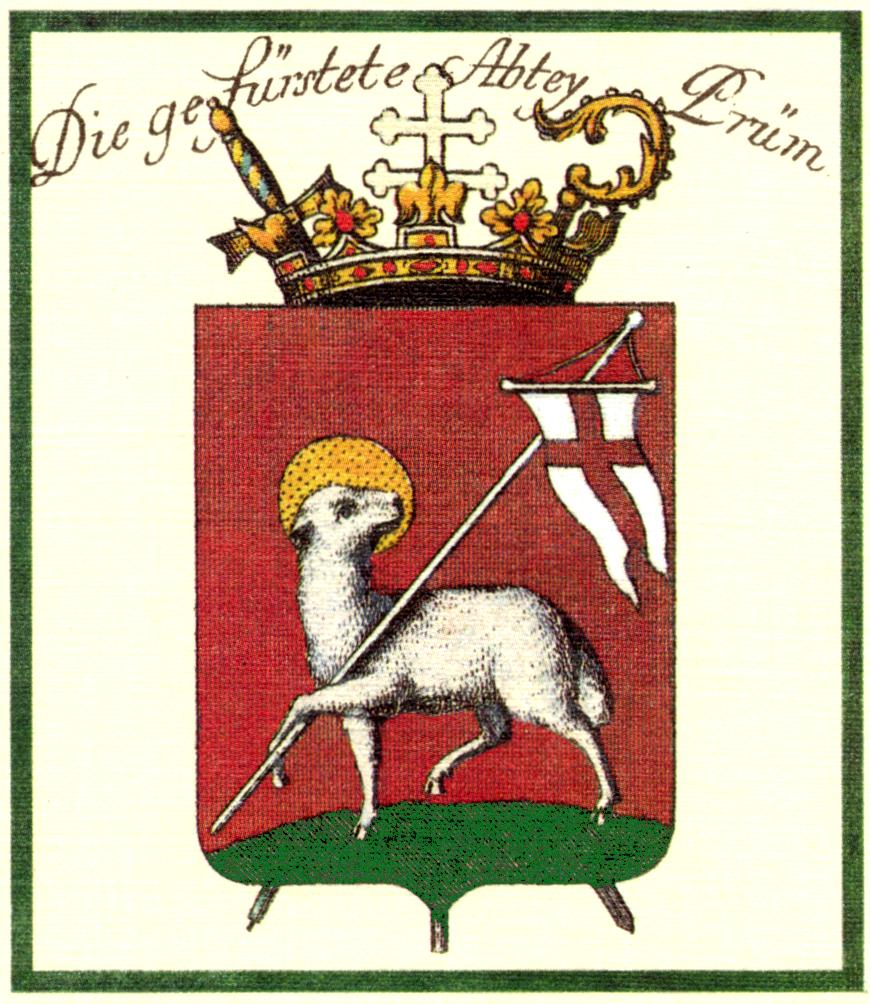
Arma dell'abbazia di Prüm

- Goffredo I di Hochstaden 1136-1155
- Rother di Malberg 1155-1170
- Roberto I di Cleve 1170-1174
- Gregorio I da Geldern 1174-1184
- Gerardo di Vianden 1184-1212
- Caesarius von Milendonk 1212-1216
- Kuno di Ahr 1216-1220
- Federico I di Fels 1220-1245
- Goffredo di Blankenheim 1245-1274
- Walter von Blankenheim 1274-1322
- Heinrich I von Schönecken 1322-1342
- Diether von Katzenelnbogen 1342-1350
- Johann I Zandt von Merk 1350-1354
- Dietrich von Kerpen 1354-1397
- Friedrich II von Schleiden 1397-1427
- Heinrich II von Are-Hirstorff 1427-1433
- Johann II von Esche 1433-1476
- Robert II von Virneburg 1476-1513
- Gregor II von Homburg 1513
- Wilhelm von Manderscheid-Kayl 1513-1546
- Christoph von Manderscheid-Kayl 1546-1576
- Dal 1576 gli arcivescovi di Treviri ottengono il titolo di "amministratori" dell'abbazia col titolo di principi-abati